# アメリカガキ
アメリカガキ（亜米利加柿、学名：Diospyros virginiana）は、柿の一種で、一般に"American Persimmon"、または“Common Persimmon”、“Eastern Persimmon”、“'Simmon”、“Possumwood”、“Sugar-plum”と呼ばれる。コネチカット南部／ロングアイランドからフロリダまで、西はテキサスとルイジアナ、オクラホマ、カンザスまで分布する。木は野生で育つが、先史時代よりアメリカ先住民によって、その果実と木材のために栽培されてきた。
アメリカガキは、水捌けの良い土壌では20メートル（66フィート）まで成長する。夏には、本種は芳香のある花を産し、雌雄異株であるため、果実を得るためには、雌雄両方がなくてはならない。ほとんどの栽培品種は単為結実（受粉無しで種無しの果実を付けること）である。花は昆虫や風によって受粉する。結実は概して木が6歳ぐらいの頃に始まる。
果実は円形か楕円形で、普通、橙色から黄色で時折青味がかり、直径2～6センチメートル（0.75～2.4インチ）。合衆国南部と中西部では、果実は単にPersimmonまたは“'Simmon”と呼ばれ、デザート・料理の中で人気がある。
商業品種は、非常に多産なEarly Golden、多産なJohn Rick, Miller, Woolbright、そして種無し品種のThe Ennisを含む。アメリカガキの別のあだ名である“Date-plum”は、南アジアに見られる柿の一種マメガキ（Diospyros lotus）をも指す。

## 詳細

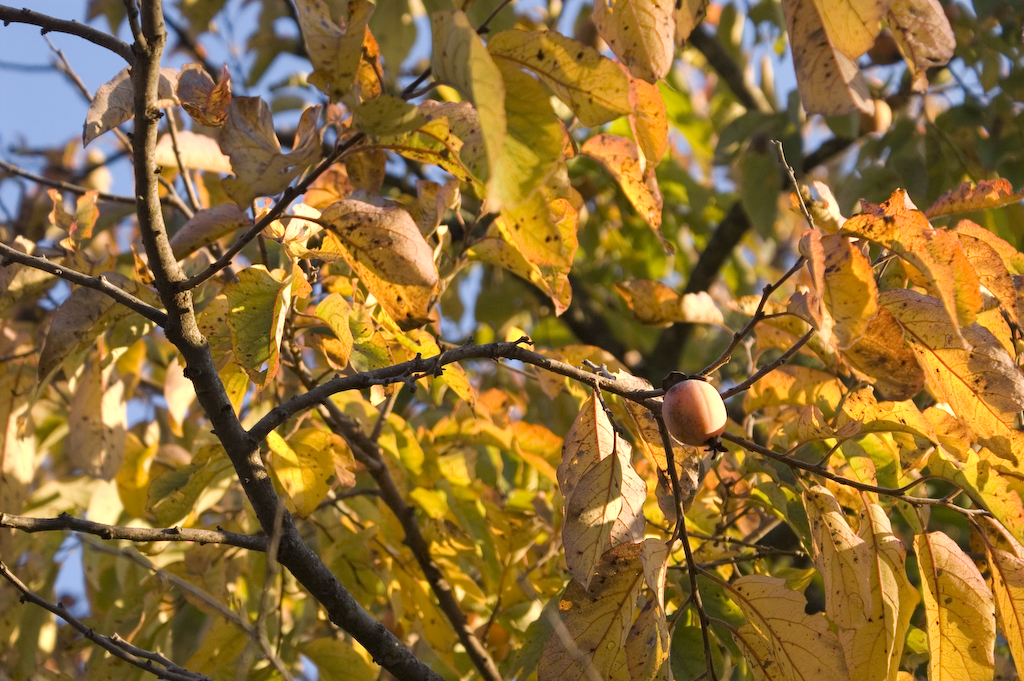
秋に果実を実らせたアメリカガキの木

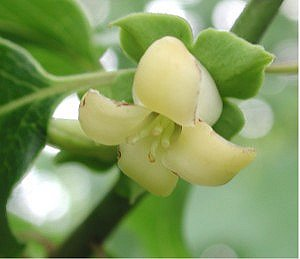
花

通常、高さ30～80フィート（10～24メートル）の低木で、短くほっそりした幹と、幅広かったり狭かったりしながら丸屋根の天蓋のように覆い被さって形成する垂れ下がりがちな枝をもつ。根は太く肉付きが良く、匍匐茎を出す。本種は灌木としての生育形を持つもののようである。
この植物は楕円で全縁の葉と短い花柄に付く単性の花を持つ。雄花は多数で、おしべは総数16本で一対ずつ配列され、雌花は単独で、おしべの痕跡と8つの細胞それぞれに1つの胚珠を持った滑らかな子房を持ち、子房は、基部にある毛深い4つの花柱に載っている。果柄はとても短く、橙色～黄色で青味がかった色に変動していき、やや甘みを帯びた渋い果肉を持つ直径1インチかそれよりもやや大きい亜球形の果実を支えている。その基部は、果実が熟れるときに大きさが増す硬く着いた萼裂片に取り巻かれている。渋みは、果実を何ともまずいものにしているが、霜の作用に晒されたり、部分的に腐ったり、セイヨウカリンのようにブレッティングさせたりした後ならば、その風味は感銘を受けるものとなる。
樹皮
こげ茶または暗灰色、表面が鱗状の板に深く分割されている。末端枝はほっそりしていてジグザグで、太い髄かまたは大きな髄の空洞があり、最初は薄く赤味がかった茶色で軟毛に覆われている。それらは色が薄い茶色から灰白色へ、そしてついには赤味がかった茶色に変動し、樹皮は縦向きの亀裂によって幾らか割れている。渋く苦い。
木材
とても黒い。辺材は黄味がかった白、重く硬く強くとても木目が詰まっている。比重0.7908、立方フィートの重さ49.28ポンド（22.35キログラム）。心材は純粋な黒檀。林業の教科書は、木が商業的に持続可能な黒檀材の収穫を産み出すよりも前に、1世紀あまりの生育が必要とされる、と指摘する。
冬芽
卵形、鋭角、8分の1インチの長さ、赤味があるか、または赤紫の厚い鱗片に覆われている。それらの鱗片は、時に末端枝の基部に硬く着いている。
葉
互生、単葉、4～6インチ（152ミリメートル)の長さ、楕円形、基部では狭められていたり丸められていたり心臓形だったりする。全縁、鋭角か先端が尖っている。それらは芽から出てくると、外巻きで薄く淡く赤味がかった緑で、縁毛のある縁取りがあってフワフワしている。成長しきると、分厚く濃緑で上方には光って淡く、しばしば下側は軟毛に覆われている。秋には、それらは時に橙色や緋色に変わり、時に色が変わらずに落ちる。中肋は幅広く平らで、一次脈は向かい合わせになっていて人目を引く。葉柄は頑丈で軟毛に覆われ、長さ1インチ半。
萼
通常、4裂片、果実のもとで成長する。
花冠
緑がかった黄色か乳白色、管状、4裂片。裂片は蕾の中では覆瓦状。
おしべ
16本、花冠に挿入されている。おしべのある花の中では2列。花糸は短く華奢で若干毛深い。葯は長円形で内向、2細胞分、細胞は縦に開いている。雌花では退化した葯の付いたおしべが8つ、それらのおしべが完全であることは滅多にない。
めしべ
子房上位は円錐形、突き詰めれば8細胞分。花柱は4本、ほっそりとして広がっている。柱頭には2裂片。
果実
1粒～8粒の種子を含んだ果汁の多い漿果。花柱の名残を戴き、拡大した萼に座している。押し平げられた球状、淡い橙色、しばしば紅顔色、若干艶がある。凍結後は黄味がかった茶色に変わる。緑の間は果肉は渋いが、熟れた時には甘くて風味良好。

## 分布

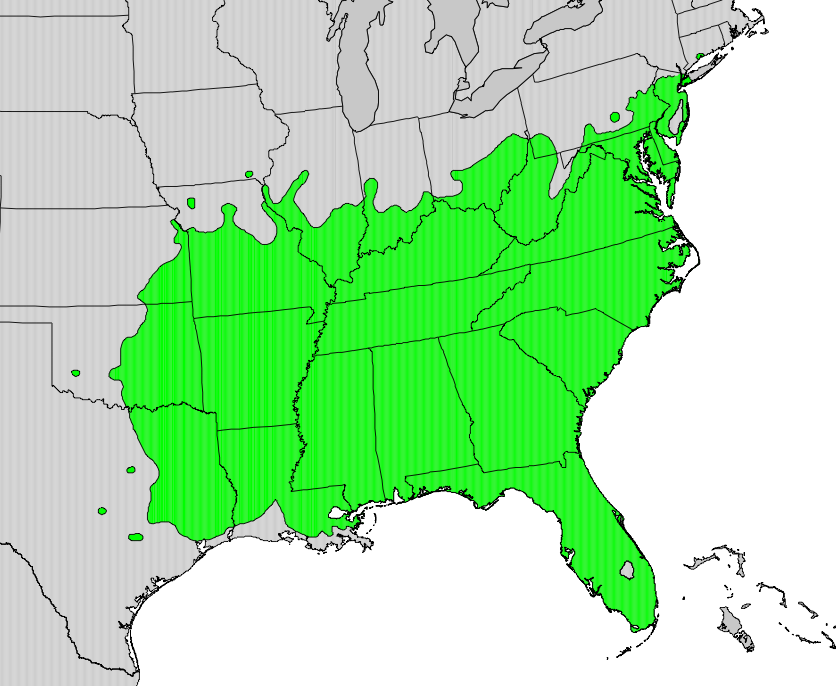
アメリカガキの分布地図

木は南の大西洋とメキシコ湾の州では非常にありふれたもので、ミシシッピ川流域では最も多数にわたっている。その自生地は南部であり、ニューヨークからフロリダへ向かう沿岸に沿って見られる。アレゲーニー山脈の西では、オハイオ南部で見られ、アイオワ南東部とミズーリ南部にまで達し、ルイジアナとカンザス東部、オクラホマに達すると、それは115フィートの高さの巨大な木になる。
その残された化石は、グリーンランドとアラスカの中新世の岩石の中に見られ、ネブラスカでは白亜紀の地層に見られてきた。
アメリカガキは、1万年前まで北アメリカ大陸を彷っていた大型動物相の進化発展の名残であると思われる。彼らはこの果実を食べ、その散布を援助していたのであろう。それはアライグマや齧歯目やより小さな動物にとって魅力的であるので、歴史時代には草を食べながら彷う多数の草食動物と雑食動物の喪失があったけれども、ケンタッキーノコーヒーノキとアメリカハリグワ に比べると、木の生存戦略に深刻な影響がなかった。

## 利用
その果実の独特の特性はその木をよく知られたものにしてきた。この果実は球形の漿果で、種子の数に変動があり、時には8粒で、時には何もない。その頂点に花柱の名残を着け、拡大して硬く着いている萼の中に座している。それは晩秋に熟れ、赤い頬に帯びる淡い橙で、しばしばわずかに淡い青緑色の果粉で覆われている。南部人の間のとあるジョークは、未熟な柿の果実を余所者にわざわざ味わわせることである。そのとても渋い苦みは、それに馴染みのない者たちには衝撃的だからだ。民間伝承は、それを食べられるようにするためには霜が必要だと述べているが、木から軽く揺すられて落ちたり、木の下の地上で見つけられたりした全く熟れきった果実は、甘く果汁が豊富で美味しい。この果実特有の渋みは、キナノキのそれと同様、タンニンの存在のためである。種子は南北戦争中にボタンとして使われた。
果実はビタミンCが高い。未熟な果実は極めて渋い。熟れた果実は生や調理や干して食べられる。果肉から糖蜜を作ることができる。葉やローストした種子で茶を作ることが出来、コーヒーの代用品として使われる。他の有名な利用は、パーシモンパイやパーシモンプディング、パーシモンキャンディーのようなデザートを含む。
果実はホップやコーンミール、ふすまと共に発酵させて、ビールのようなものにしたり、ブランデーを作る。材木は重くて強く木目が詰まっており、木工ろくろの中に使われる。

## 栽培
木は軽くて砂地で水捌けの良い土壌を好むが、栄養豊富な南部の川沿いの低地で生育する。注意深く世話すればオハイオ州北部で育てることもできる。しかし，オハイオ南部では果実は霜の後まで決して食用にはならない。
木によって果実の品質・性質が大きく異なりがちである。果実の大きさは小さなサクランボから小さなリンゴ程度にまで変動する。米国南部では霜の作用がなくても美味しい果実をつけることがあるが、一方で、隣接している木々は決して食用にはならない果実をつける。
1629年以前にイングランドに持ち込まれ、栽培されたが、果実を継続的に実らせることは滅多になかった。簡単に種子から育てられ，匍匐茎から増やすこともできたため、しばしば大量に産出された。木はイングランド南部とチャンネル諸島では寒さに耐えた。
心材を作る能力という点で、ハリエンジュとアメリカガキは対照的である。ハリエンジュは、すぐにその辺材をほとんど心材に変えるが、一方で、柿は百歳近くになるまで、少しの心材も滅多に発達させない。この心材は極めて木目が詰まっていてほとんど黒く、黒檀に似ている（真の品種ではないが）。（「銘木#その他の銘木「黒柿」」参照）。
柿の果実が熟れて軟らかくなるのに霜が必要だと思われがちであるが，正しくない。“pieper”や“NC21”（“supersweet”としても知られる）など早熟の品種は、簡単に渋みを失い、感触がわずかに軟らかければ完全に渋みがなくなる。イギリスの気候でも甘い果実をつける。一方で、（非常に大きく実る晩熟の品種である“yates”など）品種によっては果実が完全に軟らかくなっても（少なくともイギリスの気候では）渋みを残す。霜は、果実内部の細胞を破壊し、熟れる代わりに腐らせてしまう。完全に熟れて軟らかい果実だけが、いくらか霜に耐えることができ，乾燥してより甘くなることもある。同じことは東洋の柿（カキノキ Diospyros kaki）についても言え，早霜は果実の作柄に深刻な損害を与える。